# Chromatonotus agunae
Chromatonotus agunae är en kackerlacksart som beskrevs av Morgan Hebard 1922. Chromatonotus agunae ingår i släktet Chromatonotus och familjen småkackerlackor.
Artens utbredningsområde är Guatemala. Inga underarter finns listade i Catalogue of Life.